# Germanistiek
Germanistiek is de benaming, in enge – in Nederland gebruikelijke – zin voor de wetenschap van de Duitse taal- en letterkunde en in ruime – in België conventionele – zin voor die in eveneens de overige Germaanse talen. Het is dus een onderdeel van de filologie. Een beoefenaar van de germanistiek noemt men een germanist; in zoverre in enge zin gebruikt onderscheidt men deze van de neerlandicus, de anglist en de skandinavist.
De germanistiek ontstond en beleefde haar eerste bloei in de 19e eeuw in Duitsland, met name door de broers Jacob en Wilhelm Grimm. De toenemende interesse voor de eigen nationale taal (en ook regionale dialecten), andere talen van dezelfde taalfamilie, en proto-vormen ervan, valt te verklaren uit de toenmalig heersende cultuur die sterk onder invloed stond van het romanticisme. Deze stroming wakkerde een vurig interesse aan bij volkeren over heel Europa - ook in de Germaanse landen - voor hun volksgeschiedenis, en zette velen ertoe aan om op zoek te gaan naar de oorsprong van hun volksgeschiedenis en hun nationale taal. In het 19e-eeuwse en 20e-eeuwse Duitsland tot de nationaalsocialistische tijd werd de germanistiek daarom tevens door sterke nationalistische tendensen gekenmerkt, hoewel dit volstrekt niet voor alle componenten van het studiegebied gold. Ook buiten Duitsland (zoals bijv. in Nederland) werd de studie der Germanistiek door deze romantische idealen bezield, doch men was zich ook hier reeds in de twintiger jaren bewust geworden van de tekortkomingen die deze benadering in zich borg, en men pleegde hier alternatieven op te bieden. Een bekend Nederlands Germanist en filoloog die baanbrekend onderzoek op het gebied der germanistiek heeft verricht en die tot op heden veelvuldig in wetenschappelijke artikelen geciteerd wordt, is Prof. Dr. Jan P.M.L. de Vries, die tijdens zijn carrière tevens hoogleraar was aan de Universiteit Leiden. 
Door de hoge specialisatie en minder nationaal gerichte beoefening van de taal- en letterkunde sinds de tweede helft van de 20e eeuw wordt de benaming 'germanistiek' minder gebruikt. De wetenschap is opgesplitst in diverse deelgebieden: taal- en letterkunde werden linguïstiek en literatuurwetenschap, de studie van de oude en die van de moderne letterkunde werden afzonderlijke specialismen.
In Vlaanderen is Germanistiek de studie van het Duits, Nederlands, Fries, Engels, Zweeds, Deens, Noors, IJslands, Faeröers en Afrikaans (terwijl men in de praktijk aan Vlaamse universiteiten enkel kan kiezen voor Duits, Engels, Nederlands en Zweeds). Een germanist is iemand die aan een universiteit Germaanse filologie heeft gestudeerd. De studie was tot 1968 zodanig ingedeeld dat men naast het Nederlands twee andere Germaanse talen studeerde. Al naargelang van de specialisatie sprak men ook van 'neerlandicus', 'anglist' en 'allemanist', een germanist in de enge zin van het woord. Ook de combinatie van één taal met algemene taalwetenschap en/of algemene literatuurwetenschap was mogelijk. Na 1968 studeerde men slechts twee Germaanse talen. Alle combinaties tussen de Germaanse talen waren mogelijk. Nederlands was geen verplichte keuze. Nieuw was ook de introductie van een minor en een major in de licenties. Wie zowel de taal- als letterkunde bestudeerde van een van beide talen, volgde een major in die taal.
Sedert 2004 bestaat Germaanse filologie niet meer als aparte studierichting. De studie van Germaanse talen maakt nu deel uit van Taal- en letterkunde, waar de student twee talen kiest, maar niet noodzakelijk uit dezelfde taalgroep (klassieke, Romaanse en Germaanse talen). Zo worden bijna alle combinaties mogelijk: Latijn-Engels, Duits-Spaans, Frans-Zweeds, enz.